# Hans Krämer (Fußballspieler, 1928)
Hans Krämer (* 30. Mai 1928) ist ein ehemaliger deutscher Fußballspieler, der von 1951 bis 1962 in der Oberliga West 238 Spiele mit 67 Toren für die Vereine Meidericher SV, FC Schalke 04 und Duisburger SV absolviert hat.

## Laufbahn
Hans Krämer, der ältere Bruder des späteren Fußballnationalspielers Werner Krämer, stieg mit dem Meidericher SV in der Saison 1950/51 als Meister der II. Division West, Gruppe 1 direkt in die Oberliga West auf. Schwarz-Weiß Essen, Duisburger FV 08 und der SV Sodingen landeten auf den Plätzen. Zusammen mit Mittelstürmer und Torjäger Karl Hetzel bildete der Flügelstürmer ein gefürchtetes Sturmduo. Krämer schlug die Flanken, Hetzel vollendete. Als Aufsteiger kam der MSV 1951/52 auf den achten Platz. Krämer hatte in 29 Einsätzen vom Flügel den Torjäger Hetzel mit Flanken versorgt, die dieser zu 25 Toren nutzte. Krämer waren neun Treffer geglückt. Am ersten Spieltag, den 19. August 1951, debütierte Hans Krämer beim Auswärtsspiel bei Preußen Münster in der Oberliga West. Nach dem vierten Rang in der zweiten Saison mit dem MSV in der Oberliga bekam der Flügelstürmer ein Angebot von Schalke 04 und wechselte 1953 nach 54 Spielen mit 16 Toren für Meiderich nach Gelsenkirchen.
Bei den Königsblauen erlebte er in der ersten Runde 1953/54 sogleich den Kampf um die Meisterschaft. Das Trio 1. FC Köln, Rot-Weiss Essen und Schalke 04 lieferten sich im Weltmeisterjahr 1954 einen erbitterten Wettstreit um den Titel in der Oberliga West. Der Neuzugang aus Meiderich bestritt alle 30 Spiele für Schalke und erzielte 13 Tore. Am letzten Spieltag, den 1. April 1954, verlor Schalke das Auswärtsspiel bei RW Essen vor 36.000 Zuschauern mit 2:4 Toren und landete damit auf dem dritten Rang. Meister wurde der 1. FC Köln mit 41:19 Punkten, ein Punkt vor Essen und zwei Zähler vor Schalke. Die starke Schalker Flügelzange wurde von Bernhard Klodt und Hans Krämer gebildet. Am dritten Spieltag feierte der Mann aus Meiderich mit einem 4:1-Sieg den ersten Erfolg gegen seinen alten Club. Seine Leistungen im Verein wurden durch die Berufung am 24. März 1954 in die B-Nationalmannschaft beim Länderspiel in Gelsenkirchen gegen England gewürdigt. Bei der 0:4-Niederlage bildeten die Schalker Vereinskollegen Otto Laszig und Hans Krämer den linken Flügel der DFB-Mannschaft. In seiner dritten Schalker-Saison, 1955/56, gewann er mit 04 die Vizemeisterschaft im Westen und zog damit in die Endrunde um die deutsche Fußballmeisterschaft 1956 ein. In 29 Spielen hatte er neun Treffer erzielt. Krämer bestritt alle sieben Endrundenspiele. Der Karlsruher SC zog punktgleich mit 7:5 Punkten vor Schalke und dem 1. FC Kaiserslautern in das Endspiel ein. Der Schalker Angriff hatte sich in der Endrunde mit Bernhard Klodt, Otto Laszig, Helmut Sadlowski, Helmut Jagielski und Hans Krämer zusammengesetzt. Als Schalke 04 in der Saison 1957/58 die Westmeisterschaft errang, verlor der Ex-Meidericher verletzungsbedingt seinen Stammplatz. Er kam in der Oberliga nur noch zu acht Einsätzen und zwei Toren. In der Endrunde, Schalke holte sich die deutsche Meisterschaft 1958, kam er nicht mehr zum Einsatz. Nach 115 Spielen mit 42 Toren beendete Krämer 1958 seine Tätigkeit bei Schalke und unterschrieb beim Duisburger SV zur Runde 1958/59 einen neuen Vertrag.
Sein Bruder Werner debütierte mit dem Meidericher SV am 8. März 1959 in der Oberliga West, aber erst in der Saison 1959/60 kam es am 19. Spieltag, den 17. Januar 1960, beim Heimspiel gegen den MSV zum Bruderduell. Routinier Hans stürmte für den DSV auf Linksaußen und das hoffnungsvolle Talent Werner zog auf Halblinks die Fäden im Sturmspiel von Meiderich. Als der DSV in der Saison 1961/62 aus der Oberliga West abstieg, hatte Hans Krämer nur die ersten vier Verbandsspiele der Runde bestreiten können und beendete 1962 seine höherklassige Laufbahn. Von 1958 bis 1962 hatte er für den Duisburger SV 69 Spiele mit neun Toren absolviert.